# Живец (город)
Жи́вец (пол. Żywiec) — город на юге Польши, входит в Силезское воеводство, Живецкий повят. Имеет статус городской гмины. Занимает площадь 50,57 км². Население — 32 242 человека (на 2007 год). Находится южнее водохранилища Живецке на реке Сола.

## Производство
Пивоваренная компания Żywiec и музей при ней.

## Города-побратимы
- Гёдёллё, Венгрия
- Рьом, Франция

## Галерея

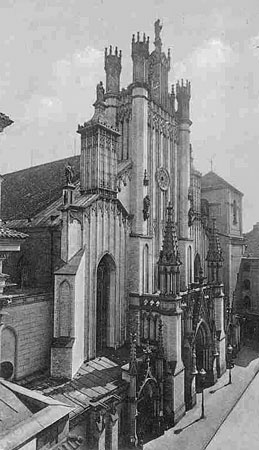
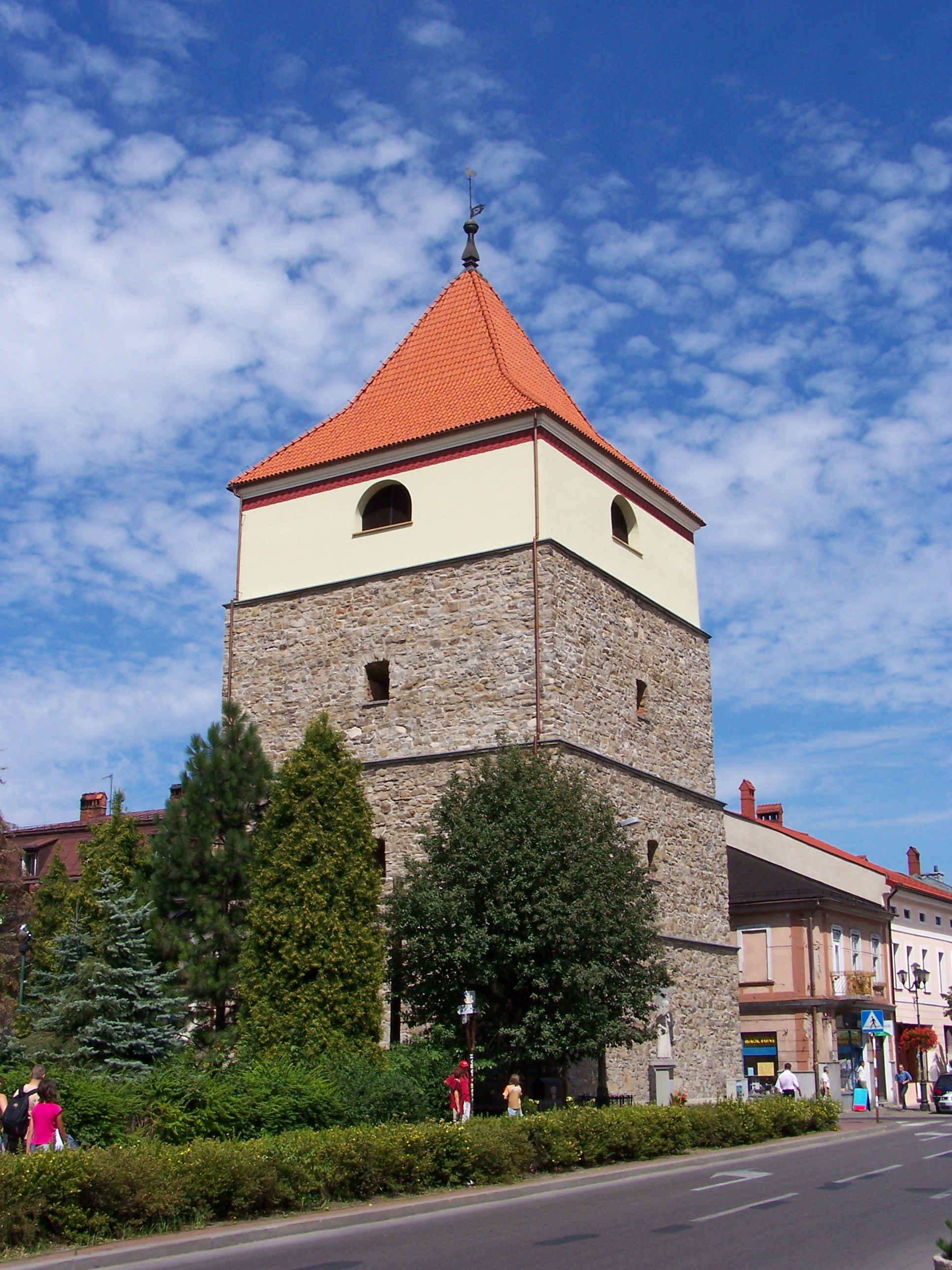
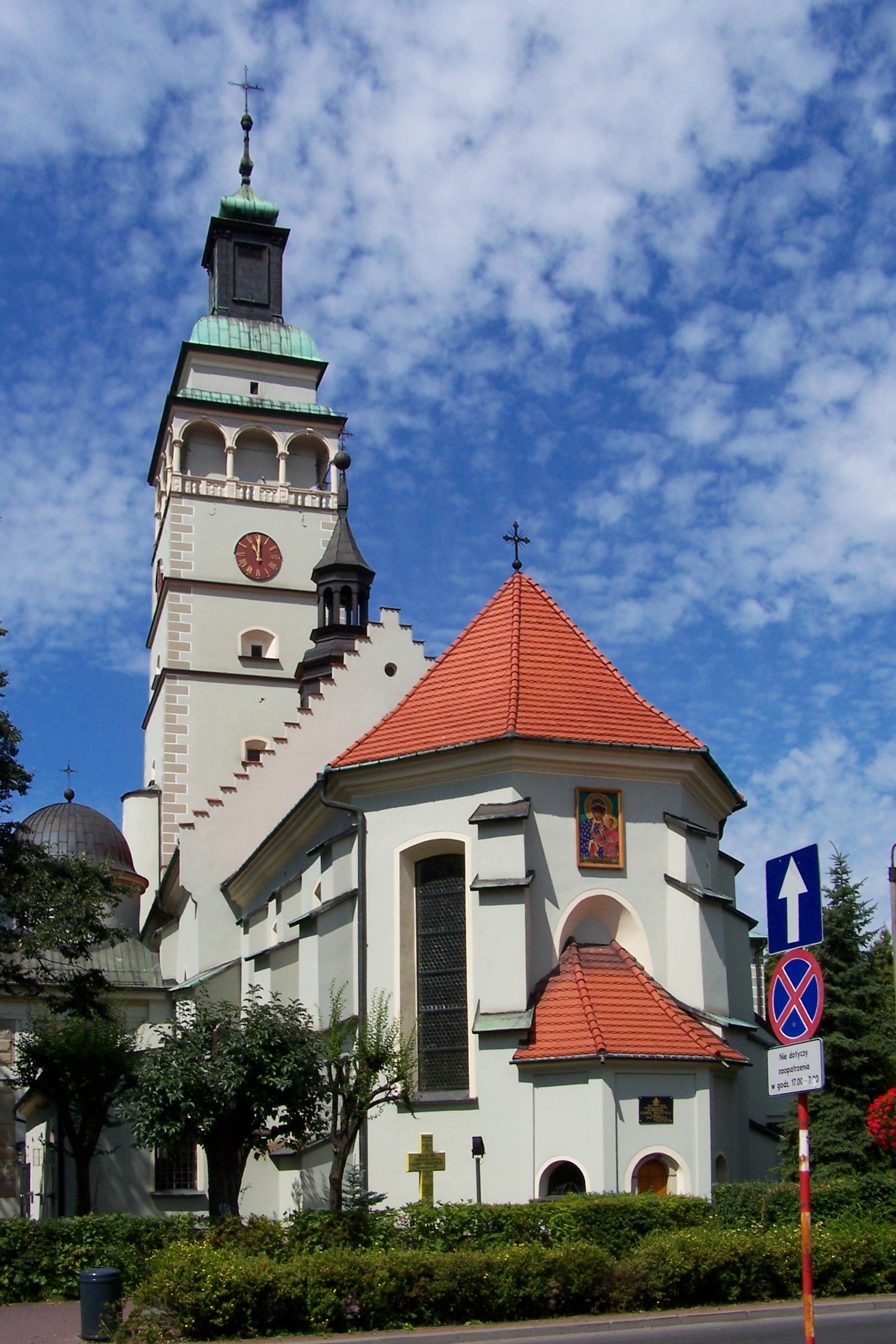
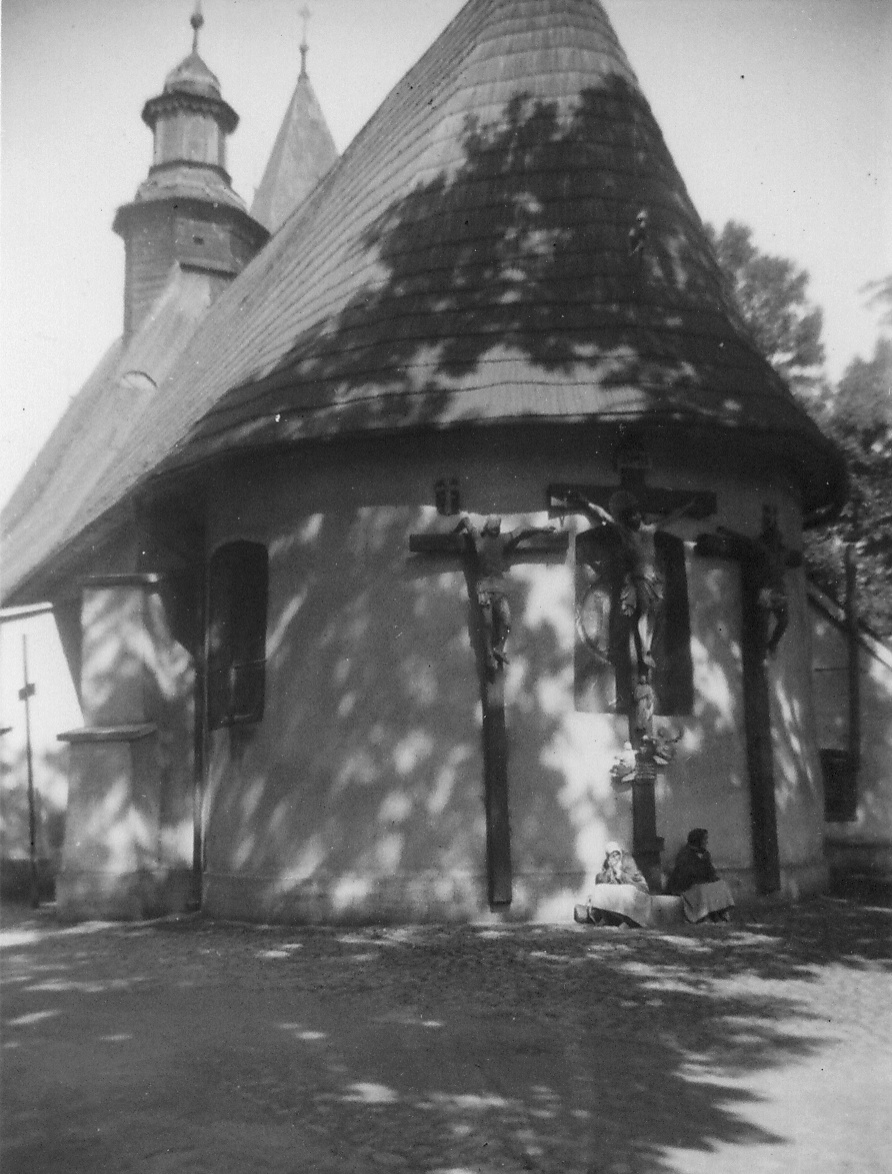
Костёл. Фото 1938 г.
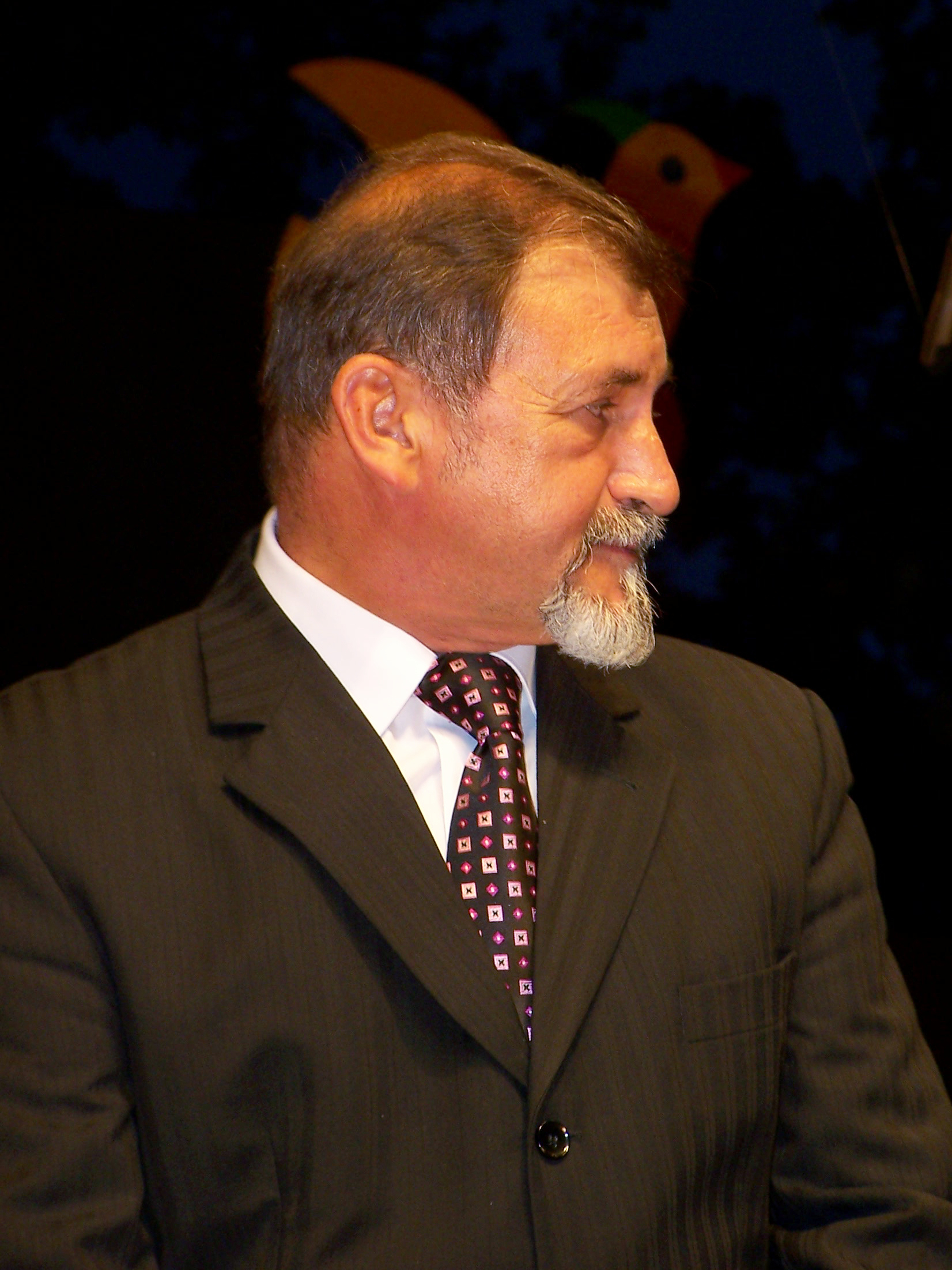
Антони Шлагор, бурмистр Живца.
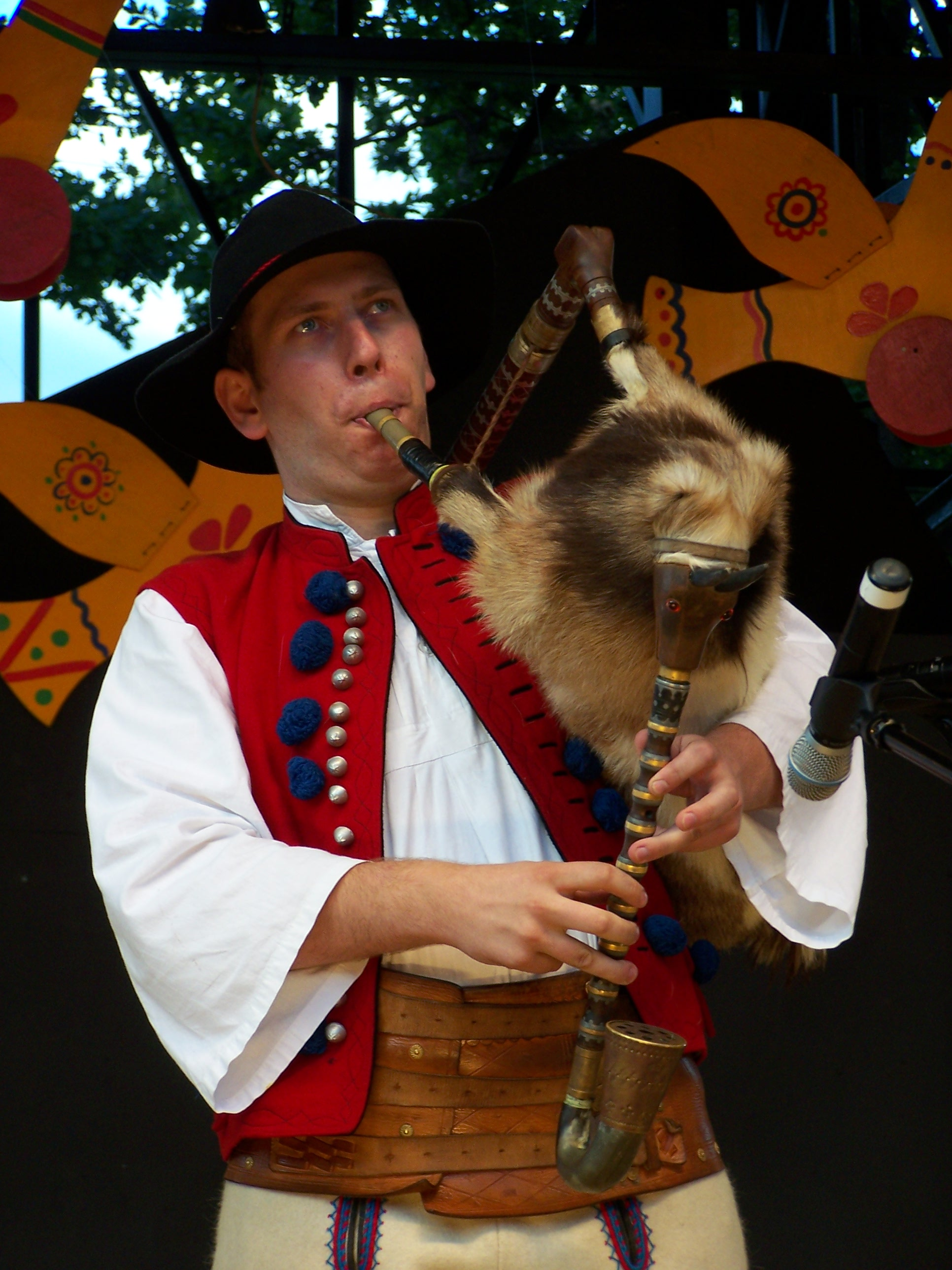
Гуральский волынщик
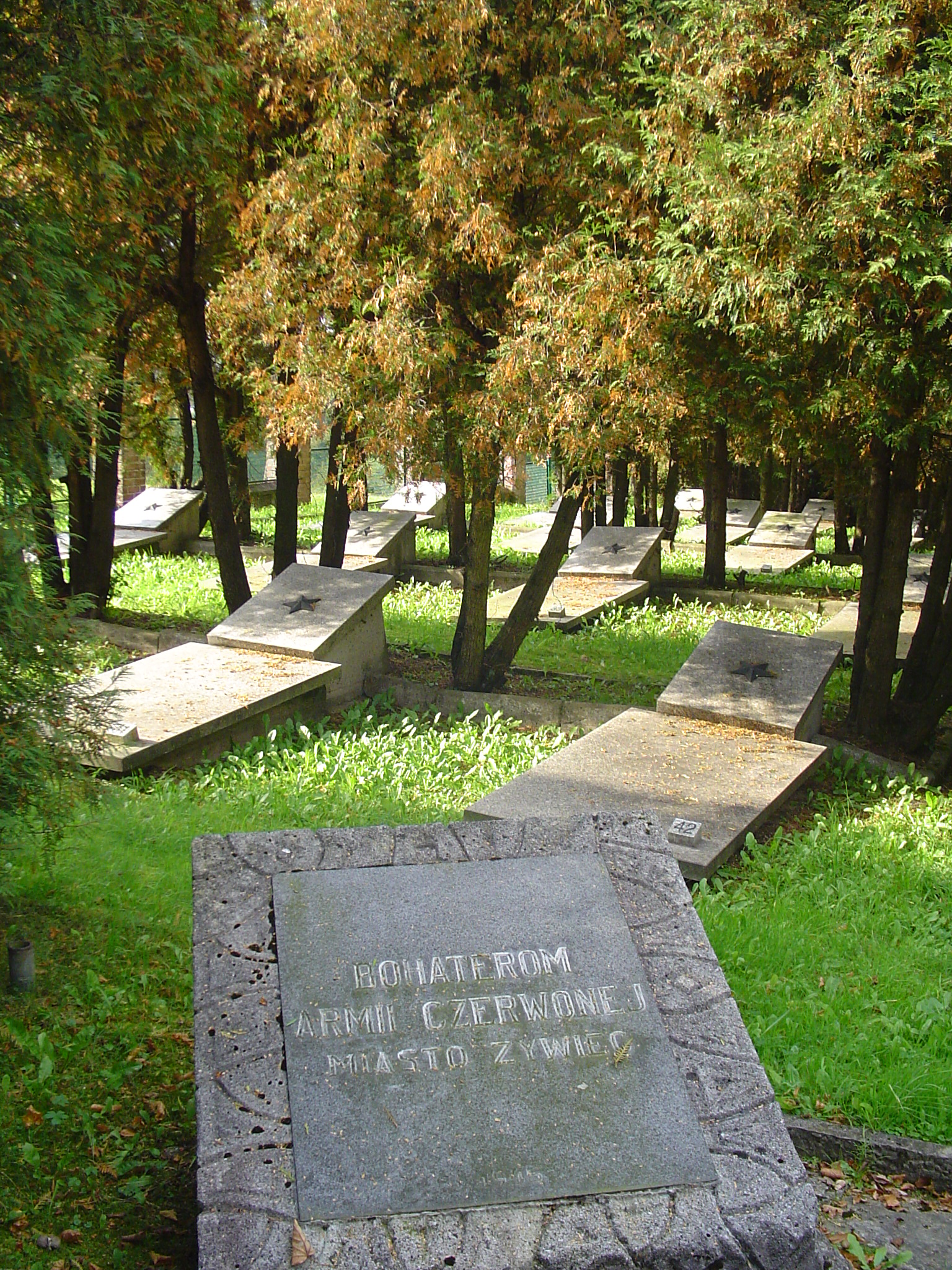
Кладбище советских солдат (Живец)